# Cagan-Šibėtu
Il Cagan-Šibėtu (in russo Цаган-Шибэту?; in mongolo: Цагаан Шивээтийн нуруу, Cagaan Šivėėtijn nuruu) è una catena montuosa della Siberia meridionale. Si trova nel territorio della Repubblica di Tuva, in Russia, e della Provincia dell'Uvs, in Mongolia.

## Geografia
La catena montuosa è situata tra il massiccio del Mongun-Tajga e i Monti Tannu-Ola Occidentali e forma uno spartiacque tra il bacino del fiume Enisej e il bacino chiuso del lago Ùùrėg nuur. Il crinale si estende da ovest a est per 130 km a continuazione (a nord-ovest) della catena dello Šapšal. Le altezze assolute raggiungono i 3 495 metri sul livello del mare nella parte mongola, monte Cagaan Šuvuut uul ("montagna degli uccelli bianchi"), e nella parte russa i 3 577 m con il monte Munchulik. Tra il Cagan-Šibėtu e il Mongun-Tajga corre la valle del fiume Kargy, affluente del lago Ùùrėg nuur.
Il versante meridionale è breve, ripido, coperto di steppe e tundra di montagna; quello settentrionale è esteso, sezionato da profonde valli fluviali del bacino del Chemčik superiore, le parti inferiori sono ricoperte dalla taiga. Le montagne sono composte principalmente da scisti paleozoici e rocce effusive.